# لکوره
لُکوره (انگلیسی: Leukorrhea) یا سفیده‌ریزی ترشحات غلیظ، سفید، زرد یا سبز واژن است
 که گاهی به اختصار سفیده‌ (انگلیسی: The whites) هم گفته می‌شود. لکوره دلایل متعددی دارد که یکی از آنها تغییرات ماهیانه هورمون‌های جنسی است. میزان ترشح ممکن است به دلیل عفونت واژن افزایش یابد و ممکن است هر از گاهی بهبود یافته و دوباره ظاهر شود. این ترشحات می‌تواند سال‌ها ادامه داشته باشد که در این صورت، زردتر و بدبوتر می‌شوند. لُکوره گاهی علامت غیر پاتولوژیک ثانویه به التهاب واژن یا دهانهٔ رحم است. لکوره عفونی را می‌توان با یافتن بیش از ۱۰ گلبول سفید در میدان میکروسکوپی هنگام بررسی مایع واژن تأیید کرد.
بروز ترشحات واژن امری نامعمول نیست، اما علل مهم تغییر در این ترشحات، شامل علل عفونی، بدخیمی‌ها و تغییرات هورمونی است. لُکوره گاهی قبل از نخستین قاعدگی در یک دختر نوجوان رخ می‌دهد و نشانه بلوغ محسوب می‌شود.

## ریشه‌شناسی واژه
واژه لُکوره برگرفته از دو واژهٔ یونانی «لُکوس» (leukós، به معنی سفید) و «روئیا» (ῥοία، به معنی ریزش/جریان) است. معادل این واژه در زبان لاتین «فلوئور آلبوس» است (fluor به معنی «جریان» و albus به معنی «سفید»)

## انواع

### لُکوره فیزیولوژیک
وجود این نوع لُکوره، مشکل مهمی نیست اما باید در اسرع وقت بدان رسیدگی شود. این نوع لُکوره ممکن است نوعی مکانیسم دفاعی طبیعی باشد که واژن برای حفظ تعادل شیمیایی خود و همچنین برای حفظ انعطاف‌پذیری بافتی‌اش از آن استفاده می‌کند. اصطلاح «لکوره فیزیولوژیک» برای اشاره به لکوره ناشی از تحریک هورمون استروژن استفاده می‌شود.
لُکوره ممکن است به‌طور معمول در دوران بارداری رخ دهد. این موضوع به دلیل افزایش جریان خون به واژن به دنبال افزایش استروژن است. نوزادان دختر ممکن است برای مدت کوتاهی پس از تولد به دلیل قرار گرفتن در معرض استروژنِ درون‌رحمیِ مادر، دچار لُکوره شوند.

### لُکوره التهابی
لُکوره ممکن است ناشی از التهاب یا احتقان مخاط واژن باشد. اگر رنگ ترشحات مایل به زرد است یا بو می‌دهند، باید با پزشک مشورت کرد زیرا می‌تواند نشانه ای از چندین نوع بیماری از جمله عفونت‌های باکتریایی اُرگانیک (واژینیت هوازی) یا بیماری‌های آمیزشی باشد.
گاردنرلا واژینالیس شایع‌ترین علت واژینیت باکتریایی در زنان بالغ فعال جنسی است. بیمار با ترشحات بدبو و بدون خارش مراجعه می‌کند، در معاینه، لکوره خاکستری با پی‌اچ ۵٫۰ تا ۵٫۵ مشاهده می‌شود و هنگامی که با پتاسیم هیدروکسید ۱۰٪ ترکیب می‌شود، بوی ماهی استشمام می‌شود. درادامه، ممکن است «کلو سِل» (سلول‌های کلیدی یا راهنما) که مشخصه بیماری است، مشاهده شوند. این یاخته‌ها، سلول‌های پوششی دانه‌دار هستند که در اثر چسبیدن باکتری‌ها به سطح سلول ایجاد می‌شود. رنگ‌آمیزی گرم تعداد زیادی از باسیل‌های گرم-منفی، بدون حضور لاکتوباسیل را نشان می‌دهد. علت درگیری میکروبی به‌طور کامل شناخته نشده‌است. مرکز کنترل و پیشگیری از بیماری‌های ایالات متحده آمریکا در آتلانتا، در دستورالعمل‌های سال ۱۹۹۸ مشخص نکرده که آیا این بیماری از طریق جنسی منتقل می‌شود یا خیر، اما به‌طور کلی درمان شریک جنسی را توصیه نمی‌کند زیرا هیچ فایده‌ای در جلوگیری از عود آن یافت نشده‌است.
نایسریا گونوره‌آ (عامل بیماری سوزاک) باعث عفونت می‌شود که علائم آن ممکن است بسیار شدید باشد، اما تا ۸۵ درصد بیماران، بدون علامت هستند. میزان بروز این بیماری رو به افزایش بوده و در کشت‌های دهانه رحم که بر روی زنان مراجعه‌کننده به کلینیک‌های سلامت انجام می‌شود، شیوع آن ۱۰ درصد و در مطب‌های خصوصی شیوعش ۲ تا ۳ درصد گزارش شده‌است. نایسریا گونوره‌آ در درجه اول بر ساختار غده ای دهانه رحم، فرج، پرینه و مقعد تأثیر می‌گذارد. مجرای دهانه رحم، مجرای ادرار، غدد پیشابراه و مقعد شایع‌ترین نقاطی هستند که درگیر می‌شوند. عفونت با ترشحات چرکی یا مخاطی مشخص می‌شود و در صورت درگیری مجاری ادراری، علائم ادراری مانند سوزش ادرار هم وجود دارد. در عفونت حاد، رنگ‌آمیزی گرم می‌تواند دیپلوکوک‌های گرم-منفی داخل سلولی را شناسایی کند، اما تشخیص قطعی تنها با انجام کشت امکان‌پذیر است. نمونه کشت را می‌توان از دهانه رحم، مقعد، مجرای ادرار یا رکتوم گرفت.
پس از زایمان لکوره همراه با کمردرد و لوشیای بدبو (ترشحات واژن پس از زایمان، حاوی خون، مخاط و بافت جفت) ممکن است نشان‌دهنده عدم وقوع «اینوُلوشن» (کوچک شدن و بازگشت رحم به اندازهٔ پیش از بارداری) به دلیل عفونت باشد. انجام چند آزمایش مانند اسمیر مرطوب، رنگ‌آمیزی گرم، کشت، آزمایش پاپ اسمیر و بیوپسی برای تشخیص این حالت پیشنهاد می‌شود.

### لُکوره انگلی
لکوره همچنین توسط گروهی از تک یاخته‌های انگلی به نام «تریکومونادها» هم ایجاد می‌شود، به ویژه تریکوموناس واژینالیس. علائم شایع این بیماری احساس سوزش، خارش و ترشح مواد مخاطی کف‌آلود، غلیظ، سفید یا زرد رنگ است.

## درمان
اگر دلیل بروز لُکوره بیماری‌های مقاربتی باشد، درمان این بیماری‌ها به رفع لکوره کمک می‌کند. برخی درمان‌های شامل تجویز  آنتی‌بیوتیک‌ها همچون مترونیدازول است. سایر آنتی‌بیوتیک‌های رایج برای درمان بیماری‌های مقاربتی شامل کلیندامایسین یا تینیدازول است.